# Gibó de barba blanca
El gibó de barba blanca (Hylobates albibarbis) és una espècie amenaçada de gibó que només viu al sud de Borneo, entre el riu Kapuas i el riu Barito. En el passat se'l considerava una subespècie del gibó àgil, però actualment se'l classifica com a espècie pròpia basant-se en anàlisis d'ADN.